# Láz (Szlovákia)
Láz (szlovákul Lazy pod Makytou) község Szlovákiában, a Trencséni kerületben, a Puhói járásban. Több hegyi telep tartozik hozzá.

## Fekvése
Puhótól 15 km-re északnyugatra fekszik, 14 km hosszúságban húzódik Alsórétfalutól a morva határig. Teljes területe 50 km², két korábbi településből: Lázból és Lázaljából egyesült. Főbb településrészei: Tisové, Dubková, Potok, Rieka, Mladoňov és Čertov.

## Története

### Lázalja
Lázalja falut a 14. században alapították, a vlach jog alapján pásztornépek betelepítésével keletkezett. Első említése 1475-ből származik. Lakói egykor pásztorkodással és földműveléssel foglalkoztak. A lednici uradalomhoz tartozott. 1598-ban malma és 12 háza volt. 1720-ban 2 malma és 17 adózója létezett, közülük 9 zsellér. 1784-ben 100 házában 104 családban 500 lakos élt. 1828-ban Alsólázaljának 62 háza volt 452 lakossal, Felsőlázaljának 16 háza volt 46 lakossal. Lakói főként mezőgazdasággal foglalkoztak.
A trianoni békéig Trencsén vármegye Puhói járásához tartozott.
1964-ben egyesítették Lázzal.

### Láz
Láz falut 1598-ban „Liezkowecz” néven említik először, a lednici uradalom területén keletkezett a vlach jog alapján, pásztornépek betelepítésével. Ekkor 10 ház állt a településen. Lakói egykor pásztorkodással és földműveléssel foglalkoztak. A reformáció idején az itt élők is felvették az új hitet. Kezdetben az alsórétfalvi templomba jártak. 1720-ban malma és 28 adózója volt. 1784-ben 261 házában 290 családban 1561 lakos élt. A türelmi rendeletet követően 1787-ben saját fatemplomot építettek.
A 18. század végén Vályi András így ír róla: „LÁZ. Tót falu Trentsén Várm. földes Ura G. Aspermont Uraság, lakosai katolikusok, fekszik Pukovhoz egy mértföldnyire, földgye néhol sovány, réttye, legelője, erdeje tágas, gyűmöltsös kertyei jók, keesetre is van módgyok.”
1828-ban 214 háza és 1833 lakosa volt. Lakói mezőgazdasággal, állattartással, erdei munkákkal foglalkoztak. A mai evangélikus templom 1848 és 1859 között épült fel.
Fényes Elek 1851-ben kiadott geográfiai szótárában így ír a faluról: „Láz, tót falu, Trencsén vmegyében, Morvaország szélén, kősziklás hegyek közt. Lakja 147 kath., 253 evang., 5 zsidó. Kath. és evang. anyatemplom. Erdeje és legelője nagy; gyümölcsei szépek; kőbánya. F. u. gr. Erdődy. Az ide affiliáltatott hegyek és völgyek közt lakik 436 kath., 467 evang., 12 zsidó. Ut. posta Trencsén.”
A trianoni békéig Trencsén vármegye Puhói járásához tartozott.
Lázt és Lázalját 1964-ben egyesítették. Az egykor 3000 lakosú településnek ma kevesebb mint 1500 lakosa van. Lakói ma Puhó és a közeli Morvaország üzemeiben és helyi cégeknél dolgoznak. A lakóházakon kívül több száz nyaraló is található a községben.

## Népessége
| Év:            | 1994. | 2004.   | 2014.    | 2024.   |
| -------------- | ----- | ------- | -------- | ------- |
| Emberek száma: | 1455  | 1404    | 1250     | 1224    |
| Eltérés:       |       | -3,50 % | -10,96 % | -2,08 % |

| Év:            | 2023. | 2024.   |
| -------------- | ----- | ------- |
| Emberek száma: | 1217  | 1224    |
| Eltérés:       |       | +0,57 % |

1891-ben 1660, 1910-ben 2132, túlnyomórészt szlovák lakosa volt.
2001-ben 1462 lakosából 1430 szlovák volt.
2011-ben 1292 lakosából 1219 szlovák volt.

## Nevezetességei
- Római katolikus temploma 1801-ben épült.
- Evangélikus temploma 1859-ben épült.
- Környezete a téli és nyári sportolásra és pihenésre is kiválóan alkalmas.

## Külső hivatkozások
- Hivatalos oldal
- Községinfó
- Láz Szlovákia térképén
- E-obce Archiválva 2008. március 25-i dátummal a Wayback Machine-ben
- A község címere